# Behold Electric Guitar
Behold Electric Guitar è il quindicesimo album in studio del chitarrista statunitense Paul Gilbert, pubblicato il 17 maggio 2019 dalla Mascot Records.

## Tracce
1. Havin' It – 6:59
2. I Own a Building – 4:52
3. Everywhere That Mary Went – 4:53
4. Love Is the Saddest Thing – 4:07
5. Sir, You Need to Calm Down – 6:38
6. Let That Battery Die – 6:16
7. Blues for Rabbit – 5:18
8. Every Snare Drum – 3:55
9. A Snake Just Bit My Toe – 3:50
10. I Love My Lawnmower – 3:46
11. A Herd of Turtles – 3:35
12. Things Can Walk to You – 4:30

## Formazione[1]
- Paul Gilbert – chitarra
- Roland Guerin – basso
- Asher Fulero – tastiere
- Brian Foxworth – batteria